# El Llano (Jesús María)
El Llano es una localidad del estado mexicano de Aguascalientes. Es parte del municipio de Jesús María.

## Demografía
| Gráfica de evolución demográfica |
|                                  |

| Censo | Población |
| ----- | --------- |
| 1990  | 5 70      |
| 2000  | 1 040     |
| 2010  | 2 571     |
| 2020  | 4 546     |